# Shanghai Masters 2013
Lo Shanghai Masters 2013 è stato un torneo di tennis che si è giocato sul cemento. È stata la 5ª edizione dello Shanghai Masters, che fa parte della categoria ATP World Tour Masters 1000 nell'ambito dell'ATP World Tour 2013. Il torneo si è giocato al Qizhong Forest Sports City Arena di Shanghai, in Cina, dal 6 al 14 ottobre 2013.

## Partecipanti

### Teste di serie
| Nazionalità | Giocatore             | Ranking | Testa di serie* |
| ----------- | --------------------- | ------- | --------------- |
| Serbia      | Novak Đoković         | 1       | 1               |
| Spagna      | Rafael Nadal          | 2       | 2               |
| Spagna      | David Ferrer          | 4       | 3               |
| Rep. Ceca   | Tomáš Berdych         | 5       | 4               |
| Svizzera    | Roger Federer         | 6       | 5               |
| Argentina   | Juan Martín del Potro | 7       | 6               |
| Francia     | Jo-Wilfried Tsonga    | 8       | 7               |
| Svizzera    | Stan Wawrinka         | 9       | 8               |
| Francia     | Richard Gasquet       | 10      | 9               |
| Canada      | Milos Raonic          | 11      | 10              |
| Germania    | Tommy Haas            | 12      | 11              |
| Giappone    | Kei Nishikori         | 13      | 12              |
| Francia     | Gilles Simon          | 14      | 13              |
| Stati Uniti | John Isner            | 16      | 14              |
| Spagna      | Nicolás Almagro       | 17      | 15              |
| Spagna      | Tommy Robredo         | 18      | 16              |

* Le teste di serie sono basate sul ranking al 30 settembre 2013.

### Altri partecipanti
I seguenti giocatori hanno ricevuto una wildcard per il tabellone principale:
- Gong Maoxin
- Lleyton Hewitt
- Wu Di
- Zhang Ze

I seguenti giocatori sono passati dalle qualificazioni:

- Alejandro Falla
- Gō Soeda
- Michał Przysiężny
- Paolo Lorenzi
- Santiago Giraldo
- Tatsuma Itō
- Michael Russell

## Campioni

### Singolare
Novak Đoković ha sconfitto in finale  Juan Martín del Potro per 6-2, 3-6, 7–6(3).
- È il trentanovesimo titolo in carriera per Đoković, il quinto in stagione.

### Doppio
Ivan Dodig /  Marcelo Melo hanno sconfitto in finale  David Marrero /  Fernando Verdasco per 7–6(2), 6(6)–7, [10-2].